# Imair Airlines
Imair Airlines – azerska linia lotnicza z siedzibą w Baku, działająca w latach 1994–2009.
Imair Airlines była prywatną linią lotniczą obsługującą międzynarodowe połączenia oraz czartery. Głównym hubem był port lotniczy Baku.